# Червено
Червено (італ. Cerveno) — муніципалітет в Італії, у регіоні Ломбардія, провінція Брешія.
Червено розташоване на відстані близько 490 км на північ від Рима, 110 км на північний схід від Мілана, 55 км на північ від Брешії.
Населення — 662 особи (2014).

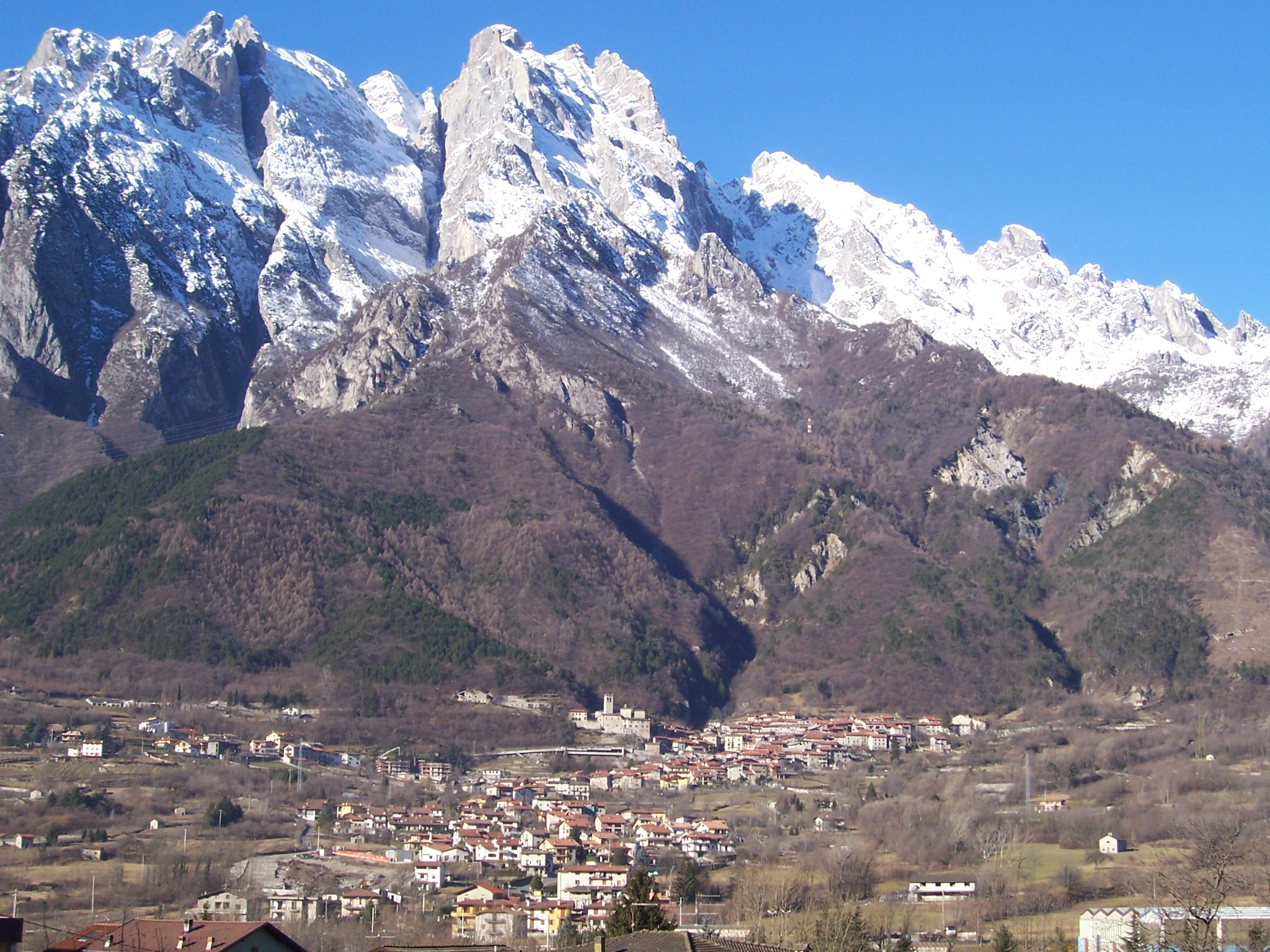

Щорічний фестиваль відбувається 11 листопада. Покровитель — святий Мартин.

## Демографія
Населення за роками:

Станом на 1 січня 2023 року в муніципалітеті офіційно проживало 17 іноземців з 3 країн, серед них 7 громадян країн Євросоюзу та 4 громадяни України.

## Сусідні муніципалітети
- Браоне
- Чето
- Лозіне
- Лоціо
- Маленьо
- Оно-Сан-П'єтро
- Паїско-Ловено
- Скільпаріо